# Millor obra estrangera publicada a Espanya (Saló del Còmic de Barcelona)
El Premi a la millor obra estrangera publicada a Espanya del Saló Internacional del Còmic de Barcelona és un premi anual que s'entrega des de 1989 i recompensa la millor obra d'autor estranger publicada a Espanya l'any precedent a la celebració del Saló. El premi no compta amb cap dotació econòmica.
El dibuixant nord-americà Art Spiegelman fou el primer autor a guanyar aquest guardó en dues ocasions. El primer premi el va obtenir a la 8a edició del Saló (1990) per la publicació de la primera part de Maus. Va repetir guardó 12 anys més tard, a la 20a edició del certamen (2002), per la publicació completa de Maus. Spiegelman és així l'autor que més ha rendibilitzat les seves nominacions: en les dues úniques ocasions en les quals fou nominat s'emportà sempre el premi.
Anys més tard, Daniel Clowes superaria el palmarès de Spiegelman, encara que necessitant moltes més nominacions. Clowes va guanyar el seu primer Premi a la Millor Obra Estrangera el 2001, amb la publicació de Ghost World. Dos anys més tard, repetia premi amb la publicació de David Boring (2003) i, encara uns anys més tard, s'emportava de nou el guardó, per tercera vegada, amb la publicació de Ice Haven (2007), superant així a Art Spiegelman. No obstant, per assolir aquest palmarès Clowes es va necessitar de múltiples nominacions. La primera fou amb Dan Pussey (1999), a la qual seguiren Eightball (2000), Wilson (2011), Mister Wonderful (2013), The Death Ray (2014) i Patience (2017), a part de les tres obres amb les quals va guanyar. Així, Daniel Clowes és l'autor en acumular més nominacions fins al present, amb un total de 9.
Destacats autors de l'escena internacional com per exemple Will Eisner, Richard Corben, Enki Bilal, Dave Gibbons o Jacques Tardi no han guanyat mai el premi. Eisner fou nominat en dues ocasion, per Dropsie Avenue (1996) i Contract with God (1998), sense imposar-se. Tardi, fou nominat per C'était la guerre des tranchées (1995) i Casse-pipe à la Nation (1998), amb no més fortuna que l'autor de The Spirit. Per altra banda, Corben, Gibbons i Bilal ni tan sols foren mai nominats. Un altre prominent autor com Moebius només aconseguí rebre el premi a títol pòstum, per Arzach (2012), seguit d'una nominació també pòstuma per Le chasseur déprime (2013).

## El premi al millor còmic internacional, precursor de la millor obra estrangera
Ficomic va assumir la gestió i organització del Saló del Còmic a partir de l'any 1989, incorporant el nou "Premi a la millor obra estrangera" al palmarès oficial del Saló. No obstant, anteriorment el Saló ja havia concedit un premi a la millor obra estrangera. A partir de l'edició de 1984, el Saló va introduir els Premis Ciutat de Barcelona, que foren entregats al llarg de tres edicions, desapareixent el 1986, any en el qual el Saló no es va arribar a celebrar però els premis sí que foren concedits per l'organització. Els Premis Ciutat de Barcelona incloïen una secció internacional en la qual s'atorgaven cinc premis, entre ells el premi al millor còmic internacional. Aquest premi, doncs, és un guardó precursor al "premi a la millor obra estrangera", ja que la seva funcionalitat n'és equivalent i només la denominació va canviar. Tenint en compte aquest fet, poden ser incorporats al palmarès oficial Will Eisner, Hugo Pratt, Milo Manara i Lorenzo Mattotti.
Will Eisner hauria sigut el primer autor internacional en ser proclamat guanyador en aquesta categoria, amb el còmic A life force (1984), i acumularia un total de 3 nominacions, sumant-hi Dropsie Avenue (1996) i Contract with God (1998). Hugo Pratt i Milo Manara haurien també guanyat un cop el guardó, amb Verano indio (1985) i sense cap altra nominació. Finalment, es dona la circumstància que Lorenzo Mattotti, amb Fuochi, hauria guanyat en dues ocasions aquest guardó pel mateix còmic, el 1986 i el 1989, tal com també li passaria més tard a Art Spiegelman amb Maus. Mattotti, acumularia així 3 nominacions en total: Fuochi (1986 i 1989) i Stigmata (2002).
| Any  | Còmic        | Autor                    | País         | Ref.  |
| ---- | ------------ | ------------------------ | ------------ | ----- |
| 1984 | A life force | Will Eisner              | Estats Units | [ 3 ] |
| 1985 | Verano indio | Hugo Pratt i Milo Manara | Itàlia       | [ 4 ] |
| 1986 | Fuochi       | Lorenzo Mattotti         | Itàlia       | [ 5 ] |

## Palmarès

### Dècada del 1980
| Any                                                                | Títol                                                           | Títol original               | Autor                  | Editorial    | País |
| ------------------------------------------------------------------ | --------------------------------------------------------------- | ---------------------------- | ---------------------- | ------------ | ---- |
| 1989                                                               |                                                                 |                              |                        |              |      |
| Fuegos                                                             | Fuochi                                                          | Lorenzo Mattotti             | La Cúpula              | Itàlia       |      |
| La broma asesina                                                   | Batman: The Killing Joke                                        | Alan Moore Brian Bolland     | Ediciones Zinco        | Estats Units |      |
| S.P.A.D.S. (XIII)                                                  | S.P.A.D.S. (XIII)                                               | William Vance Jean Van Hamme | Grijalbo/Dargaud       | Bèlgica      |      |
| Sueños de tiburón II                                               | Lagos connection (Le rêve du requin)                            | Schultheiss                  | Totem / Toutain Editor | Bèlgica      |      |
| Si yo fuera rey                                                    |                                                                 | Robert Crumb                 | La Cúpula              | Estats Units |      |
| El último canto de los Malaterre (Los compañeros del crepúsculo 3) | Le Dernier Chant des Malaterre (Les Compagnons du crépuscule 3) | François Bourgeon            | Cimoc/Norma            | França       |      |
| Juego de luces                                                     | Juego de luces                                                  | José Muñoz Carlos Sampayo    | El Víbora/La Cúpula    | Argentina    |      |

### Dècada del 1990
| Any                              | Títol                                         | Títol original                       | Autor              | Editorial    | País         |
| -------------------------------- | --------------------------------------------- | ------------------------------------ | ------------------ | ------------ | ------------ |
| 1990                             |                                               |                                      |                    |              |              |
| Maus                             | Maus                                          | Art Spiegelman                       |                    | Estats Units |              |
| XIII                             | XIII                                          | William Vance Jean Van Hamme         | Norma              | Bèlgica      |              |
| El caso del pequinés de París    | Le Pékinois                                   | Petillon                             | Ediciones B        | França       |              |
| 1991                             |                                               |                                      |                    |              |              |
| Calvin y Hobbes                  | Calvin and Hobbes                             | Bill Watterson                       | Norma              | Estats Units |              |
| Boca de diablo                   | Bouche du Diable                              | François Boucq                       | Norma              | França       |              |
| Boca de diablo                   | Bouche du Diable                              | Jerome Charyn                        | Norma              | França       |              |
| El último canto de los Malaterre | Le dernier chant des Malaterre                | François Bourgeon                    | Norma              | França       |              |
| 1992                             |                                               |                                      |                    |              |              |
| El condó ataca                   | Kondom des Grauens                            | Ralf König                           | La Cúpula          | Alemanya     |              |
| Born Again                       | Born Again                                    | Frank Miller David Mazzucchelli      | Comics Forum       | Estats Units |              |
| La noche del 3 de agosto (XIII)  | La Nuit du 3 août                             | William Vance Jean Van Hamme         | Norma              | Bèlgica      |              |
| 1993                             |                                               |                                      |                    |              |              |
| Las mujeres perdidas             | Love and Rockets Vol. 3: Las Mujeres Perdidas | Jaime Hernández                      | La Cúpula          | Estats Units |              |
| Las siete vidas de Gavilán       | Les Sept Vies de l'Épervier                   | André Juillard Patrick Cothias       | Norma              | França       |              |
| The Sandman                      | The Sandman                                   | Neil Gaiman                          | Zinco              | Estats Units |              |
| 1994                             |                                               |                                      |                    |              |              |
| Informe sobre ciegos             | Informe sobre ciegos                          | Alberto Breccia                      | Ediciones B        | Argentina    |              |
| Sin City                         | Sin City                                      | Frank Miller                         | Norma              | Estats Units |              |
| Sambre                           | Sambre                                        | Yann Yslaire                         | Glénat             | Bèlgica      |              |
| 1995                             |                                               |                                      |                    |              |              |
| Magnor el poderoso               | The Mighty Magnor                             | Sergio Aragonés                      | Planeta DeAgostini | Mèxic        |              |
| Odio                             | Hate                                          | Peter Bagge                          | La Cúpula          | Estats Units |              |
| La guerra de las trincheras      | C'était la guerre des tranchées               | Jacques Tardi                        | Norma              | França       |              |
| Muerte: el alto coste de la vida | Death: The High Cost of Living                | Neil Gaiman                          | Norma              | Estats Units |              |
| 1996                             |                                               |                                      |                    |              |              |
| Odio                             | Hate                                          | Peter Bagge                          | La Cúpula          | Estats Units |              |
| La avenida Dropsie               | Dropsie Avenue                                | Will Eisner                          | Norma              | Estats Units |              |
| Burn again                       | Skin Deep                                     | Charles Burns                        | La Cúpula          | Estats Units |              |
| Stray toasters                   | Stray toasters                                | Bill Sienkiewicz                     | Forum              | Estats Units |              |
| 1997                             | Río Veneno                                    | Love & Rockets Vol. 12: Poison River | Beto Hernández     | La Cúpula    | Estats Units |
| 1998                             |                                               |                                      |                    |              |              |
| El Club de la Sangre             | Blood Club, featuring Big Baby                | Charles Burns                        | La Cúpula          | Estats Units |              |
| Contrato con Dios                | Contract with God                             | Will Eisner                          | Norma              | Estats Units |              |
| Reyerta en la feria              | Casse-pipe à la Nation                        | Jacques Tardi                        | Norma              | França       |              |
| 1999                             |                                               |                                      |                    |              |              |
| La ciudad de cristal             | City of Glass                                 | David Mazzucchell Paul Karasik       | La Cúpula          | Estats Units |              |
| Dan Pussey                       | Dan Pussey                                    | Daniel Clowes                        |                    | Estats Units |              |
| Bone                             | Bone                                          | Jeff Smith                           | Dude Comics        | Estats Units |              |

### Dècada del 2000
| Any                                          | Títol                                            | Títol original                                               | Autor                  | Editorial    | País |
| -------------------------------------------- | ------------------------------------------------ | ------------------------------------------------------------ | ---------------------- | ------------ | ---- |
| 2000                                         |                                                  |                                                              |                        |              |      |
| 300                                          | 300                                              | Frank Miller                                                 | Norma                  | Estats Units |      |
| Por qué odio Saturno                         | Why I Hate Saturn                                | Kyle Baker                                                   | Norma                  | Estats Units |      |
| Bola Ocho                                    | Eightball                                        | Daniel Clowes                                                | La Cúpula              | Estats Units |      |
| Juegos de manos                              | Jar of Fools                                     | Jason Lutes                                                  | La Cúpula              | Estats Units |      |
| Bone                                         | Bone                                             | Jeff Smith                                                   | Dude Comics            | Estats Units |      |
| 2001                                         |                                                  |                                                              |                        |              |      |
| Ghost World                                  | Ghost World                                      | Daniel Clowes                                                | La Cúpula              | Estats Units |      |
| Adolf                                        | Adolf                                            | Osamu Tezuka                                                 | Planeta DeAgostini     | Japó         |      |
| El Señor Jean, el amor, la portera           | Monsieur Jean, l'Amour, la Concierge             | Dupuy Barberian                                              | Norma Editorial        | França       |      |
| From Hell                                    | From Hell                                        | Alan Moore E. Campbell                                       | Planeta DeAgostini     | Estats Units |      |
| La Mazmorra 2: El rey de la pelea            | Donjon Zénith. Le Roi de la bagarre              | Joann Sfar Lewis Trondheim                                   | Norma                  | França       |      |
| 2002                                         |                                                  |                                                              |                        |              |      |
| Maus                                         | Maus                                             | Art Spiegelman                                               | Planeta DeAgostini     | Estats Units |      |
| Diario de Nueva York                         | Changement d'adresses                            | Julie Doucet                                                 | Inrevés                | França       |      |
| Diario de un álbum                           | Journal d'un album                               | Dupuy Barberian                                              | Planeta DeAgostini     | França       |      |
| Estigmas                                     | Stigmata                                         | Mattoti Piersanti                                            | Inrevés                | Itàlia       |      |
| La ascensión del gran mal                    | L'Ascension du Haut Mal                          | David B.                                                     | Sins entido            | França       |      |
| 2003                                         |                                                  |                                                              |                        |              |      |
| David Boring                                 | David Boring                                     | Daniel Clowes                                                | La Cúpula              | Estats Units |      |
| El camino de América                         | Le Chemin de l'Amérique                          | Baru Jean-Marc Thévenet.                                     | Astiberri              | França       |      |
| Fuerza-X                                     | X-Force                                          | Peter Milligan Mike Allred                                   | Comics Forum           | Estats Units |      |
| Mis circunstancias                           | Aproximativement                                 | Lewis Trondheim                                              | Astiberri              | França       |      |
| Persépolis                                   | Persépolis                                       | Marjane Satrapi                                              | Norma                  | França       |      |
| 2004                                         |                                                  |                                                              |                        |              |      |
| Barrio Lejano                                | Haruka na Machi e                                | Jiro Taniguchi                                               | Ponent Món             | Japó         |      |
| El corazón del imperio                       | Heart of Empire                                  | Bryan Talbot                                                 | Astiberri              | Estats Units |      |
| Hicksville                                   | Hicksville                                       | Dylan Horrocks                                               | Ed.de Ponent / Balboa  | Nova Zelanda |      |
| Isaac el pirata. Las Américas                | Isaac le pirate. Les Amériques                   | Christophe Blain                                             | Norma                  | França       |      |
| Ventiladores Clyde                           | Clyde Fans: Book 1                               | Seth                                                         | Sins Entido            | Canadà       |      |
| 2005                                         |                                                  |                                                              |                        |              |      |
| Jimmy Corrigan, el chico más listo del mundo | Jimmy Corrigan, the Smartest Kid on Earth        | Chris Ware                                                   | Planeta DeAgostini     | Estats Units |      |
| Blankets                                     | Blankets                                         | Craig Thompson                                               | Astiberri              | Estats Units |      |
| El viaje                                     | Le Voyage                                        | Edmond Baudoin                                               | Astiberri              | França       |      |
| Los combates cotidianos                      | Le Combat ordinaire                              | Manu Larcenet                                                | Norma                  | França       |      |
| Píldoras azules                              | Pilules bleues                                   | Frederik Peeters                                             | Astiberri              | Suïssa       |      |
| 2006                                         |                                                  |                                                              |                        |              |      |
| 20th Century Boys                            | Nijūisseiki Shōnen                               | Naoki Urasawa                                                | Planeta DeAgostini     | Estats Units |      |
| El fotógrafo                                 | Le Photographe                                   | Guibert Lefévre Lemercier                                    | Glénat                 | França       |      |
| Los combates cotidianos 2                    | Les quantités négligeables (Le combat ordinaire) | Manu Larcenet                                                | Norma                  | França       |      |
| Madre vuelve a casa                          | Mother, Come Home                                | Paul Hornschemeier                                           | Astiberri              | Estats Units |      |
| Pyongyang                                    | Pyongyang                                        | Guy Delisle                                                  | Astiberri              | França       |      |
| 2007                                         |                                                  |                                                              |                        |              |      |
| Ice Haven                                    | Ice Haven                                        | Daniel Clowes                                                | Reservoir Books        | Estats Units |      |
| Apuntes para una historia de guerra          | Notes pour une histoire de guerre,               | Gipi                                                         | Sins entido            | França       |      |
| Bone                                         | Bone                                             | Jeff Smith                                                   | Astiberri              | Estats Units |      |
| Los combates cotidianos 3                    | Ce qui est précieux (Le combat ordinaire)        | Manu Larcenet                                                | Norma                  | França       |      |
| Metralla                                     | Exit Wounds                                      | Rutu Modan                                                   | Sins entido            | Israel       |      |
| 2008                                         |                                                  |                                                              |                        |              |      |
| S                                            | S                                                | Gipi                                                         | Sins Entido            | Itàlia       |      |
| El bulevar de los sueños rotos               | The Boulevard of Broken Dreams                   | Kim Deitch Simon Deitch                                      | La Cúpula              | Estats Units |      |
| Lucille                                      | Lucille                                          | Ludovic Debeurme                                             | Norma                  | França       |      |
| Nunca me has gustado                         | Je ne t'ai jamais aimé                           | Chester Brown                                                | Astiberri              | Canadà       |      |
| R.G. Volum 1. Riyad-sur-Seine                | Riyad-sur-Seine (RG)                             | Frederik Peeters Pierre Dragon                               | Astiberri              | França       |      |
| 2009                                         |                                                  |                                                              |                        |              |      |
| La educación de Hopey Glass                  | The Education of Hoppey Glass                    | Jaime Hernández                                              | La Cúpula              | Estats Units |      |
| Fun Home                                     | Fun Home                                         | Alison Bechdel                                               | Random House Mondadori | Estats Units |      |
| Crónicas Birmanas                            | Chroniques birmanes                              | Guy Delisle                                                  | Astiberri              | França       |      |
| La Torre Oscura: El nacimiento del Pistolero | The Gunslinger Born (The Dark Tower)             | Stephen King Peter David Robin Furth Jae Lee Richard Isanove | Random House Mondadori | Estats Units |      |
| RG Volum 2. Bangkok-Belleville               | Bangkok-Belleville (RG)                          | Pierre Dragon Frederik Peeters                               | Astiberri              | França       |      |

### Dècada del 2010
| Any                                                         | Títol                                                  | Títol original                         | Autor                                        | Editorial       | País |
| ----------------------------------------------------------- | ------------------------------------------------------ | -------------------------------------- | -------------------------------------------- | --------------- | ---- |
| 2010                                                        |                                                        |                                        |                                              |                 |      |
| Génesis                                                     | The Book of Genesis                                    | Robert Crumb                           | La Cúpula                                    | Estats Units    |      |
| All Star: Superman                                          | All Star: Superman                                     | Grant Morrison Frank Quitely           | Planeta DeAgostini                           | Estats Units    |      |
| El gusto del cloro                                          | Le Goût du chlore                                      | Bastien Vivès                          | Diábolo                                      | França          |      |
| Pinocchio                                                   | Pinocchio                                              | Winshluss                              | La Cúpula                                    | França          |      |
| The Acme Novelty Library                                    | The Acme Novelty Library annual report to Shareholders | Chris Ware                             | Reservoir Books                              | Estats Units    |      |
| 2011                                                        |                                                        |                                        |                                              |                 |      |
| Los muertos vivientes                                       | The Walking Dead                                       | Robert Kirkman Charlie Adlard          | Planeta DeAgostini                           | Estats Units    |      |
| Asterios Polyp                                              | Asterios Polyp                                         | David Mazzucchelli                     | Sins Entido                                  | Estats Units    |      |
| En mis ojos                                                 | Dans mes yeux                                          | Bastien Vivès                          | Diábolo                                      | França          |      |
| Wilson                                                      | Wilson                                                 | Daniel Clowes                          | Random House Mondadori                       | Estats Units    |      |
| Wilson                                                      | Wilson                                                 | Daniel Clowes                          | La Cúpula                                    | Estats Units    |      |
| 2012                                                        |                                                        |                                        |                                              |                 |      |
| Arzak el vigilante                                          | Arzach                                                 | Moebius                                | Norma                                        | França          |      |
| Cinco mil kilómetros por segundo                            | Cinq mille kilomètres par seconde                      | Manuele Fior                           | Sins Entido                                  | França          |      |
| Crónicas de Jerusalén                                       | Chroniques de Jérusalem                                | Guy Delisle                            | Astiberri                                    | França          |      |
| El pequeño Christian                                        | Le petit Christian                                     | Blutch                                 | Norma                                        | França          |      |
| Frank                                                       | Frank                                                  | Jim Woodring                           | Fulgencio Pimentel                           | Estats Units    |      |
| Habibi                                                      | Habibi                                                 | Craig Thompson                         | Astiberri                                    | Estats Units    |      |
| Pagando por ello                                            | Paying for It                                          | Chester Brown                          | La Cúpula                                    | Estats Units    |      |
| Polina                                                      | Polina                                                 | Bastien Vivès                          | Diábolo                                      | França          |      |
| Quai d'Orsay                                                | Quai d'Orsay                                           | Abel Lanzac Christophe Blain           | Norma                                        | França          |      |
| Tóxico                                                      | X'ed Out                                               | Charles Burns                          | Random House Mondadori                       | Estats Units    |      |
| 2013                                                        |                                                        |                                        |                                              |                 |      |
| Portugal                                                    | Portugal                                               | Cyril Pedrosa                          | Norma                                        | França          |      |
| El cazador cazado                                           | Le chasseur déprime                                    | Moebius                                | Norma                                        | França          |      |
| El hombre que se dejó crecer la barba                       | L'homme qui se laissait pousser la barbe               | Olivier Schrauwen                      | Fulgencio Pimentel Editor                    | Bèlgica         |      |
| Filigranas del clima (Frank 2)                              | Weathercraft (Frank)                                   | Jim Woodring                           | Fulgencio Pimentel Editor                    | Estats Units    |      |
| Goliat                                                      | Goliath                                                | Tom Gauld                              | Sins Entido Apa Cómics                       | Escòcia         |      |
| Mister Wonderful                                            | Mister Wonderful                                       | Daniel Clowes                          | Reservoir Books                              | Estats Units    |      |
| Pudridero 1                                                 |                                                        | Johnny Ryan                            | Fulgencio Pimentel Editor Entrecomics Comics | Regne Unit      |      |
| Quai d'Orsay 2                                              | Quai d'Orsay 2                                         | Abel Lanzac Christophe Blain           | Norma                                        | França          |      |
| Reproducción por mitosis                                    |                                                        | Shintaro Kago                          | Editores de Tebeos                           | Japó            |      |
| Wimbledon Green                                             | Wimbledon Green                                        | Seth                                   | Ediciones Sins Entido                        | Canadà          |      |
| 2014                                                        |                                                        |                                        |                                              |                 |      |
| El libro de los insectos humanos                            | 人間昆虫記 (Ningen konchuuki)                          | Osamu Tezuka                           | Astiberri                                    | Japó            |      |
| Cuento de arena                                             | Tale of Sand                                           | Jim Henson Jerry Juhl Ramón K. Pérez   | Norma                                        | Estats Units    |      |
| El asesino de Green River                                   | Green River Killer: The True Detective Story           | Jeff Jensen Jonathan Case              | Norma                                        | Estats Units    |      |
| El Nao de Brown                                             | The Nao of Brown                                       | Glyn Dillon                            | Norma                                        | Regne Unit      |      |
| El rayo mortal                                              | The Death Ray                                          | Daniel Clowes                          | Penguin Random House                         | Estats Units    |      |
| Érase una vez en Francia                                    | Il était une fois en France                            | Fabien Nury Sylvain Vallée             | Norma                                        | França          |      |
| Adventure Time (còmic)                                      | Adventure Time                                         | Ryan North Shelli Paroline Braden Lamb | Norma                                        | Estats Units    |      |
| I Am a Hero                                                 | アイアムアヒーロー                                     | Kengo Hanazawa                         | Norma                                        | Japó            |      |
| La infancia de Alan                                         | La Guerre d'Alan (tome 1)                              | Emmanuel Guibert                       | Sins Entido                                  | França          |      |
| Vampir                                                      | Vampire                                                | Joann Sfar                             | Fulgencio Pimentel                           | França          |      |
| 2015                                                        |                                                        |                                        |                                              |                 |      |
| Saga                                                        | Saga                                                   | Brian K. Vaughan Fiona Staples         | Planeta                                      | Estats Units    |      |
| Aâma 4                                                      | Aâma. Tu seras merveilleuse, ma fille                  | Frederik Peeters                       | Astiberri                                    | Suïssa          |      |
| Aquel verano                                                | This One Summer                                        | Jillian Tamaki Mariko Tamaki           | La Cúpula                                    | Estats Units    |      |
| Arsène Schrauwen                                            | Arsène Schrauwen                                       | Olivier Schrauwen                      | Fulgencio Pimentel                           | Bèlgica         |      |
| Cowboy Henk                                                 | Cowboy Henk                                            | Herr Seele Kamagurka                   | Autsaider Cómics                             | Bèlgica         |      |
| Degenerado                                                  | Mauvais Genre                                          | Chloé Cruchaudet                       | Dibbuks                                      | França          |      |
| Fabricar Historias                                          | Building Stories                                       | Chris Ware                             | Penguin Random House                         | Estats Units    |      |
| Hechizo Total                                               | Megahex                                                | Simon Hanselmann                       | Fulgencio Pimentel                           | Austràlia       |      |
| Lastman                                                     | Lastman                                                | Bastien Vivès Balak Michael Sanlaville | Diábolo Ediciones                            | França          |      |
| Mi amigo Dahmer                                             | My Friend Dahmer                                       | Derf Backderf                          | Astiberri Ediciones                          | Estats Units    |      |
| 2016                                                        |                                                        |                                        |                                              |                 |      |
| Una aventura de Spirou. El botones de verde caqui           | Le Spirou de… Le Groom vert-de-gris                    | Yann Olivier Schwartz                  | Dibbuks                                      | França          |      |
| Aquí                                                        | Here                                                   | Richard McGuire                        | Salamandra Graphic                           | Estats Units    |      |
| Chapuzas de amor                                            | The Love Bunglers                                      | Jaime Hernández                        | La Cúpula                                    | Estats Units    |      |
| Cruzando el bosque                                          | Through the Woods                                      | Emily Carroll                          | Roca                                         | Canadà          |      |
| El árabe del futuro                                         | L'Arabe du futur                                       | Riad Sattouf                           | Salamandra Graphic                           | França          |      |
| El escultor                                                 | The Sculptor                                           | Scott McCloud                          | Autsaider Cómics                             | Estats Units    |      |
| El hombre sin talento                                       | Munō no Hito (無能の人)                                | Yoshiharu Tsuge                        | Gallo Nero                                   | Japó            |      |
| Julie Doucet. Cómics (1986-1993)                            | Julie Doucet. Cómics (1986-1993)                       | Julie Doucet                           | Fulgencio Pimentel                           | Canadà          |      |
| Lastman 4                                                   | Lastman 4                                              | Bastien Vivès Balak Michael Sanlaville | Diábolo                                      | França          |      |
| Tyler Cross 2: Angola                                       | Tyler Cross 2: Angola                                  | Fabien Nury Brüno                      | Dibbuks                                      | França          |      |
| 2017                                                        |                                                        |                                        |                                              |                 |      |
| La Visión                                                   | The Vision                                             | Gabriel Hernandez Walta Tom King       | Panini Comics                                | Estats Units    |      |
| Cuadernos japoneses                                         | Quaderni giapponesi                                    | Igort                                  | Salamandra Graphic                           | Itàlia          |      |
| El Olor de los Muchachos Voraces                            | L'Odeur des garçons affamés                            | Loo Hui Phang Frederik Peeters         | Astiberri                                    | França          |      |
| Escapar. Historia de un rehén                               | S'enfuir, récit d'un otage                             | Guy Delisle                            | Astiberri                                    | França          |      |
| Intrusos                                                    | Killing and Dying                                      | Adrian Tomine                          | Roca                                         | Estats Units    |      |
| La Favorita                                                 | La Favorite                                            | Matthias Lehmann                       | La Cúpula                                    | França          |      |
| La luna al revés                                            | Lune l'envers                                          | Blutch                                 | Norma                                        | França          |      |
| Lastman 6                                                   | Lastman 6                                              | Bastien Vivès Balak Michael Sanlaville | Diábolo                                      | França          |      |
| María lloró sobre los pies de Jesús                         | Mary Wept Over the Feet of Jesus                       | Chester Brown                          | La Cúpula                                    | Canadà          |      |
| Paciencia                                                   | Patience                                               | Daniel Clowes                          | Fulgencio Pimentel                           | Estats Units    |      |
| Paper Girls                                                 | Paper Girls                                            | Brian K. Vaughan Cliff Chiang          | Planeta Comic                                | Estats Units    |      |
| 2018                                                        |                                                        |                                        |                                              |                 |      |
| El arte de Charlie Chan Hock Chye. Una historia de Singapur | The Art of Charlie Chan Hock Chye                      | Sonny Liew                             | Amok / Dibbuks                               | Singapur        |      |
| Arsène Schrauwen                                            | Arsène Schrauwen                                       | Olivier Schrauwen                      | Fulgencio Pimentel                           | Bèlgica         |      |
| El club del divorcio núm. 1                                 | 離婚倶楽部 (Rikon kurabu)                              | Kazuo Kamimura                         | ECC                                          | Japó            |      |
| Piruetas                                                    | Spinning                                               | Tillie Walden                          | La Cúpula                                    | Estats Units    |      |
| Una hermana                                                 | Une sœur                                               | Bastien Vivès                          | Diábolo                                      | França          |      |
| 2019                                                        |                                                        |                                        |                                              |                 |      |
| Lo que más me gustan son los monstruos                      | My Favorite Thing Is Monsters                          | Emil Ferris                            | Reservoir Books                              | Estats Units    |      |
| Berlín libro 3. Ciudad de luz                               | Berlin Book Three: City of Light                       | Jason Lutes                            | Astiberri                                    | Estats Units    |      |
| El hombre garabateado                                       | Homme gribouillé                                       | Serge Lehman Frederik Peeters          | Astiberri                                    | França · Suïssa |      |
| La tierra de los hijos                                      | La terra dei figli                                     | Gipi                                   | Salamandra Graphic                           | Itàlia          |      |
| Pantera                                                     | Panter                                                 | Brecht Evens                           | Astiberri                                    | Bèlgica         |      |

### Dècada del 2020
| Any                                        | Títol                                              | Títol original                                      | Autor                                                            | Editorial            | País |
| ------------------------------------------ | -------------------------------------------------- | --------------------------------------------------- | ---------------------------------------------------------------- | -------------------- | ---- |
| 2020                                       | Edició cancel·lada degut a la pandèmia de Covid-19 |                                                     |                                                                  |                      |      |
| 2021*                                      |                                                    |                                                     |                                                                  |                      |      |
| Ventiladores Clyde                         | Clyde Fans                                         | Seth                                                | Salamandra Graphic                                               | Canadà               |      |
| La soledad del dibujante                   | The Loneliness of a Long-Distance Cartoonist       | Adrian Tomine                                       | Sapristi                                                         | Estats Units         |      |
| Un tributo a la tierra                     | Paying the Land                                    | Joe Sacco                                           | Reservoir Books                                                  | Malta / Estats Units |      |
| Sabrina                                    | Sabrina                                            | Nick Drnaso                                         | Salamandra Graphic                                               | Estats Units         |      |
| Matadero Cinco                             | Slaughterhouse-Five                                | Albert Monteys Ryan North Kurt Vonnegut             | Astiberri                                                        | Estats Units         |      |
| 2022                                       |                                                    |                                                     |                                                                  |                      |      |
| Piel de hombre                             | Peau d'homme                                       | Hubert Zanzim                                       | Norma                                                            | França               |      |
| Corto Maltés: Océano negro                 | Corto Maltese - Océan noir                         | Martin Quenehen Bastien Vivès                       | Norma                                                            | França               |      |
| Giant Days                                 | Giant Days                                         | John Allison Julia Madrigal Max Sarin Whitney Cogar | Fandogamia                                                       | Estats Units         |      |
| Los grandes espacios                       | Les Grands Espaces                                 | Catherine Meurisse                                  | Impedimenta                                                      | França               |      |
| Snapdragon                                 | Snapdragon                                         | Kat Leyh                                            | Astronave                                                        | Estats Units         |      |
| 2023                                       |                                                    |                                                     |                                                                  |                      |      |
| Escucha, hermosa Márcia                    | Escuta, formosa Márcia                             | Marcello Quintanilha                                | Astiberri                                                        | Brasil               |      |
| Dulce de leche                             | Fiordilatte                                        | Miguel Vila                                         | La Cúpula                                                        | Itàlia               |      |
| Hierba                                     | 풀                                                 | Keum Suk Gendry-Kim                                 | Reservoir Books                                                  | Corea del Sud        |      |
| In                                         | In                                                 | Will McPhail                                        | Norma                                                            | Estats Units         |      |
| Túnels                                     | מנהרות                                             | Rutu Modan                                          | Editorial Finestres (en català) Salamandra Graphic (en castellà) | Israel               |      |
| 2024                                       |                                                    |                                                     |                                                                  |                      |      |
| Patos. Dos años en las arenas petrolíferas | Ducks: Two Years in the Oil Sands                  | Kate Beaton                                         | Norma                                                            | Canadà               |      |
| Alison                                     | Alison                                             | Lizzy Stewart                                       | Errata Naturae                                                   | Regne Unit           |      |
| La sangre de la virgen                     | Blood of the Virgin                                | Sammy Harkham                                       | Fulgencio Pimentel                                               | Estats Units         |      |
| Mònica                                     | Monica                                             | Daniel Clowes                                       | Editorial Finestres (en català) Fulgencio Pimentel (en castellà) | Estats Units         |      |
| Roaming                                    | Roaming                                            | Jillian Tamaki Mariko Tamaki                        | Editorial Finestres (en català) La Cúpula (en castellà)          | Canadà               |      |
| 2025                                       |                                                    |                                                     |                                                                  |                      |      |
| Els Pizzlys                                | Les Pizzlys                                        | Jeremie Moreau                                      | Editorial Finestres (en català) Norma (en castellà)              | França               |      |
| Domingo Flamenco                           | Sunday                                             | Olivier Schrauwen                                   | Fulgencio Pimentel                                               | Bèlgica              |      |
| El nirvana está aquí                       | Der verkehrte Himmel                               | Mikael Ross                                         | Astiberri                                                        | Alemanya             |      |
| La carretera                               | La Route                                           | Manu Larcenet                                       | Norma                                                            | França               |      |
| Raíces de ginseng                          | Ginseng Roots                                      | Craig Thompson                                      | Astiberri                                                        | Estats Units         |      |

* Les nominacions van tenir en compte les obres publicades tant el 2019 com el 2020, degut a l'anul·lació de l'entrega de premis de l'edició de 2020.

## Estadístiques

### Els autors més guardonats
| Nombre de guardons | Autor           | Obres premiades                                                                            |
| ------------------ | --------------- | ------------------------------------------------------------------------------------------ |
| 3                  | Daniel Clowes   | Ghost World (2001), David Boring (2003), Ice Haven (2007)                                  |
| 2                  | Art Spiegelman  | Maus (1990 i 2002)                                                                         |
| 2                  | Jaime Hernández | Love and Rockets Vol. 3: Las Mujeres Perdidas (1993), The Education of Hoppey Glass (2009) |

### Els autors més nominats
Autors amb més nominacions:
| Nombre de nominacions | Autor                          | Obres nominades |
| --------------------- | ------------------------------ | --- |
| 10                    | Daniel Clowes                  | Dan Pussey (1999), Eightball (2000), Ghost World (2001), David Boring (2003), Ice Haven (2007), Wilson (2011), Mister Wonderful (2013), The Death Ray (2014), Patience (2017), Monica (2024) |
| 8                     | Bastien Vivès                  | Le Goût du chlore (2010), Dans mes yeux (2011), Polina (2012), Last man (2015, 2016 i 2017), Une sœur (2018), Corto Maltese - Océan noir (2022)                                              |
| 6                     | Frederik Peeters               | Pilules bleues (2005), Riyad-sur-Seine (RG, 2008), Bangkok-Belleville (RG, 2009), Aâma. Tu seras merveilleuse, ma fille (2015), L'Odeur des garçons affamés (2017), Homme gribouillé (2019)  |
| 4                     | Chester Brown                  | Je ne t'ai jamais aimé (2008), Paying for It (2012), The Nao of Brown (2014), Mary Wept Over the Feet of Jesus (2017)                                                                        |
| 4                     | Guy Delisle                    | Pyongyang (2006), Chroniques birmanes (2009), Chroniques de Jerusalem (2012), S'enfuir, récit d'un otage (2017)                                                                              |
| 4                     | Olivier Schrauwen              | L'homme qui se laissait pousser la barbe (2013), Arsène Schrauwen (2015 i 2018), Sunday (2025)                                                                                               |
| 4                     | Manu Larcenet                  | Le Combat ordinaire (2005), Les quantités négligeables (Le combat ordinaire, 2006), Ce qui est précieux (Le combat ordinaire, 2007), La Route (2025)                                         |
| 3                     | Charles Burns                  | Skin Deep (1996), Blood Club, featuring Big Baby (1998), X'ed Out (2012) |
| 3                     | Jeff Smith                     | Bone (1999, 2000 i 2007) |
| 3                     | Chris Ware                     | Jimmy Corrigan, the Smartest Kid on Earth (2005), The Acme Novelty Library annual report to Shareholders (2010), Building Stories (2015)                                                     |
| 3                     | Jaime Hernández                | Love and Rockets Vol. 3: Las Mujeres Perdidas (1993), The Education of Hoppey Glass (2009), The Love Bunglers (2016)                                                                         |
| 3                     | Gipi                           | Appunti per una storia di guerra (2007), S (2008), La terra dei figli (2019) |
| 3                     | Seth                           | Clyde Fans: Book 1 (2004), Wimbledon Green (2013), Clyde Fans (2021) |
| 3                     | Craig Thompson                 | Blankets (2005), Habibi (2012), Ginseng Roots (2025) |
| 2                     | Peter Bagge                    | Hate (1995 i 1996) |
| 2                     | Jacques Tardi                  | C'était la guerre des tranchées (1995), Casse-pipe à la Nation (1998) |
| 2                     | Will Eisner                    | Dropsie Avenue (1996), Contract with God (1998) |
| 2                     | Frank Miller                   | Sin City (1994), 300 (2000) |
| 2                     | Lorenzo Mattotti               | Fuochi (1989), Stigmata (2002) |
| 2                     | Art Spiegelman                 | Maus (1990 i 2002) |
| 2                     | Dupui i Barberian              | Monsieur Jean, l'Amour, la Concierge (2001), Journal d'un album (2002) |
| 2                     | Lewis Trondheim                | Donjon Zénith. Le Roi de la bagarre (2001), Aproximativement (2003) |
| 2                     | David Mazzucchell              | City of Glass (1999), Asterios Polyp (2011) |
| 2                     | Moebius                        | Arzach (2012), Le chasseur déprime (2013) |
| 2                     | Abel Lanzac i Christophe Blain | Quai d'Orsay (2012 i 2013) |
| 2                     | Joann Sfar                     | Donjon Zénith. Le Roi de la bagarre (2001), Vampire (2014) |
| 2                     | Osamu Tezuka                   | Adolf (2001), El libro de los insectos humanos (2014) |
| 2                     | Emmanuel Guibert               | Le Photographe (2006), La Guerre d'Alan (2014) |
| 2                     | Yann                           | Sambre (1994), Le Groom vert-de-gris (2016) |
| 2                     | Julie Doucet                   | Changement d'adresses (2002), Julie Doucet. Cómics (1986-1993) (2016) |
| 2                     | Blutch                         | Le petit Christian (2012), Lune l'envers (2017) |
| 2                     | Adrian Tomine                  | Killing and Dying (2017), The Loneliness of a Long-Distance Cartoonist (2021) |
| 2                     | Jillian / Mariko Tamaki        | This one summer (2015), Roaming (2024) |